# I. Ottokár cseh király
I. Přemysl Ottokár (csehül: Přemysl Otakar I.), (1158 – 1230. december 13./15.) cseh fejedelem 1192-től 1193-ig és 1197-től 1198-ig, cseh király 1198-tól haláláig. A német királytól autonómiát szerzett Csehország számára, a Přemýsl-háznak pedig örökösödési jogot a cseh koronára.

## Élete
II. Ulászló király ifjabbik fiaként 1192-ben VI. Henrik német-római császártól Csehországot kapta hűbérül, de előbb rokonát, Vencelt kellett megbuktatnia, akinek a kezében volt a hatalom. Később, mivel csatlakozott az északnémet és a rajnai fejedelmek alkotta császár elleni szövetséghez, Henrik elvette Ottokártól Csehországot és Henrik prágai püspöknek adta. Ennek halála után, 1197-ben a rendek Ottokár testvérét, a morva fejedelmet emelték Csehország fejedelmi székébe. Henrik haláláig Ottokár nyugton maradt, de akkor fegyvert fogott és egyezséget erőszakolt ki, melynek értelmében ő lett Csehország uralkodója. 1198-ban Sváb Fülöp német király királyi rangra emelte Ottokárt és csaknem teljes autonómiát biztosított országának. 1204-ben III. Ince pápa örökölhetőnek ismerte el Ottokár királyi címét.
A német uralkodók harcában bizonytalan álláspontot képviselt (saját tekintélyének emelésén dolgozott): eleinte Fülöpöt támogatta (aki királyi címet is adott neki); később IV. Ottóhoz pártolt. Ez nem akadályozta meg abban, hogy IV. Ottó kiátkozása után 1211-ben II. Frigyest segítse a trónra. Frigyes 1212-en megerősítette Ottokár királyi rangját, és ünnepélyesen ezzel szinte teljesen megszüntette a cseh ügyek császári ellenőrzését. Ottokár fiát, I. Vencelt is meghagyta Csehország hűbérének tulajdonában.)
Ottokár uralma teremtette meg az erős cseh állam alapját, amely hatalmának tetőfokát később, a XIII. század második felében érte el.

## Jegyzetek

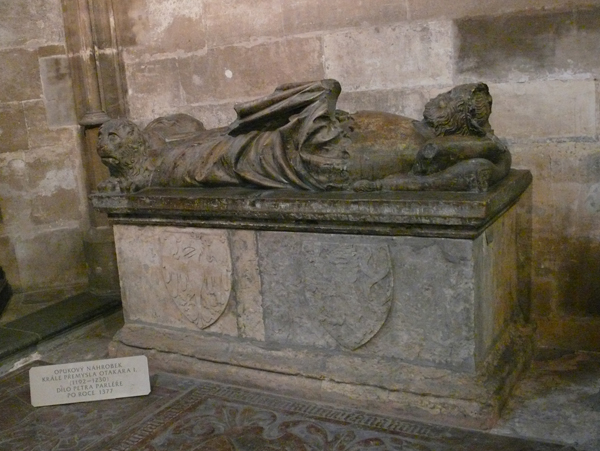
Ottokár sírja

## Családfája

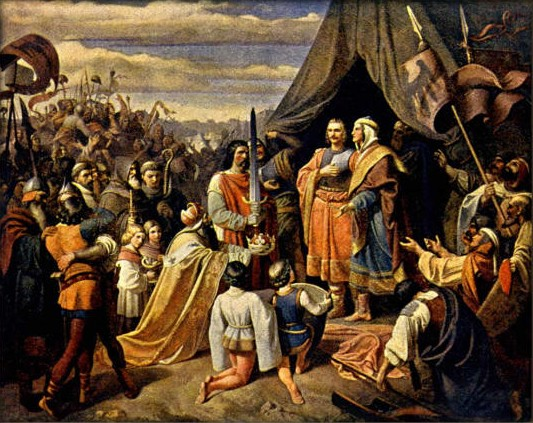
Josef Matyáš Trenkwald (1824-1897): I. Ottokár és III. Ulászló

| I. Ulászló * 1065 k. † 1125. IV. 12. | I. Ulászló * 1065 k. † 1125. IV. 12. |                                             |                                             | Berg-i Richeza * 1095 † 1125. IX. 25. | Berg-i Richeza * 1095 † 1125. IX. 25. |  |  | Thüringiai Lajos * 1190 k. † 1140. I. 12. | Thüringiai Lajos * 1190 k. † 1140. I. 12. |                                       |                                       | Hesse-i Hedvig | Hesse-i Hedvig |
|                                      |                                      |                                             |                                             |                                       |                                       |  |  |                                           |                                           |                                       |                                       |                |                |
|                                      |                                      |                                             |                                             |                                       |                                       |  |  |                                           |                                           |                                       |                                       |                |                |
|                                      |                                      | II. Ulászló fejedelem * 1117 † 1174. I. 18. | II. Ulászló fejedelem * 1117 † 1174. I. 18. |                                       |                                       |  |  |                                           |                                           | Türingiai Judit * 1135 k. † 1174 után | Türingiai Judit * 1135 k. † 1174 után |                |                |
|                                      |                                      |                                             |                                             |                                       |                                       |  |  |                                           |                                           |                                       |                                       |                |                |
|                                      |                                      |                                             |                                             |                                       |                                       |  |  |                                           |                                           |                                       |                                       |                |                |
|                                      |                                      |                                             |                                             |                                       |                                       |  |  |                                           |                                           |                                       |                                       |                |                |

|                                     |                                     | Meisseni Adelheid * 1160 k. † 1211. II. 2. OO 1) 1178 | Meisseni Adelheid * 1160 k. † 1211. II. 2. OO 1) 1178 | I. Ottokár * 1158 † 1230. XII. 15.                   | I. Ottokár * 1158 † 1230. XII. 15.                   | Árpád-házi Konstancia * 1180. II. 17. † 1240. XII. 4. OO 2) 1199 | Árpád-házi Konstancia * 1180. II. 17. † 1240. XII. 4. OO 2) 1199 |                                   |                                   |
|                                     |                                     |                                                       |                                                       |                                                      |                                                      |                                                                  |                                                                  |                                   |                                   |
|                                     |                                     |                                                       |                                                       |                                                      |                                                      |                                                                  |                                                                  |                                   |                                   |
| Vratiszláv * 1181 előtt † 1225 után | Vratiszláv * 1181 előtt † 1225 után | 1) Dagmar * 1186 k. † 1213. V. 24.                    | 1) Dagmar * 1186 k. † 1213. V. 24.                    | 1) Božiszlava                                        | 1) Božiszlava                                        | 1) Hedvig                                                        | 1) Hedvig                                                        | 2) Vratiszláv                     | 2) Vratiszláv                     |
|                                     |                                     |                                                       |                                                       |                                                      |                                                      |                                                                  |                                                                  |                                   |                                   |
| 2) Judit † 1230. VI. 2.             | 2) Judit † 1230. VI. 2.             | 2) Anna * 1204 † 1265. VI. 23.                        | 2) Anna * 1204 † 1265. VI. 23.                        | 2) Anežka                                            | 2) Anežka                                            | 2) I. Vencel * 1205 k. † 1253. IX. 23.                           | 2) I. Vencel * 1205 k. † 1253. IX. 23.                           | 2) Ulászló * 1207 † 1227. II. 18. | 2) Ulászló * 1207 † 1227. II. 18. |
|                                     |                                     |                                                       |                                                       |                                                      |                                                      |                                                                  |                                                                  |                                   |                                   |
| 2) Přemysl * 1209 † 1239. X. 16.    | 2) Přemysl * 1209 † 1239. X. 16.    | 2) Wilhelmina * 1210 † 1281. X. 24.                   | 2) Wilhelmina * 1210 † 1281. X. 24.                   | 2) Prágai Szent Ágnes * 1211. I. 20. † 1282. III. 2. | 2) Prágai Szent Ágnes * 1211. I. 20. † 1282. III. 2. |                                                                  |                                                                  |                                   |                                   |